# Fabrizio Ventura

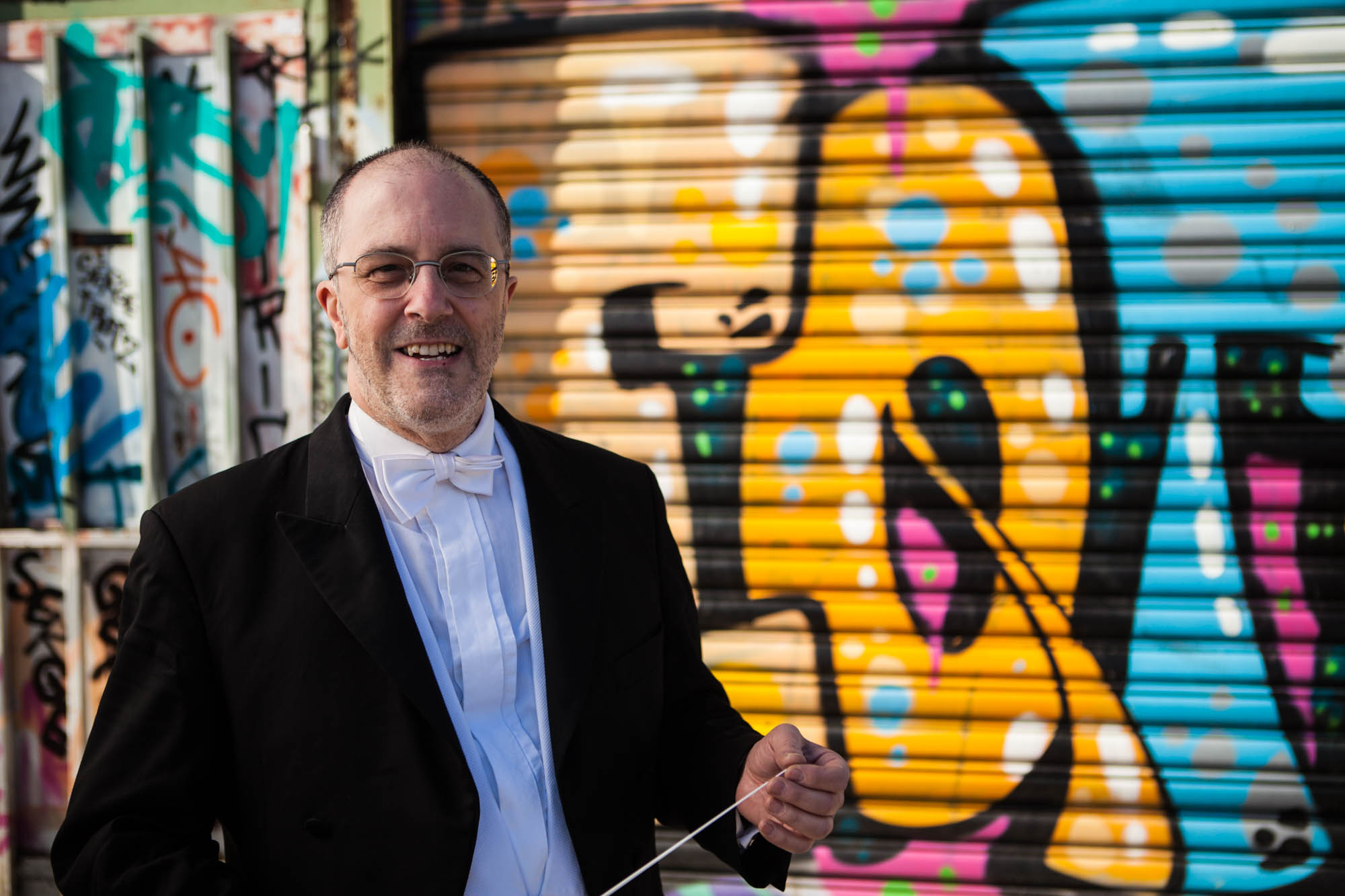
Fabrizio Ventura

Fabrizio Ventura (* 14. November 1958 in Rom) ist Dirigent für Musiktheater und Konzert.

## Leben
Fabrizio Ventura begann seine Studien mit seinem Vater und dann am Konservatorium von Frosinone (Italien) mit einem Klavierstudium bei Adalberta Spada und Gloria Lanni, das er 1979 mit einem Diplom abschloss. Parallel dazu studierte er von 1977 bis 1981 Komposition am Konservatorium Santa Cecilia in Rom bei Teresa Procaccini. Das sich anschließende Dirigierstudium bei Karl Österreicher und Günther Theuring an der Musikhochschule in Wien beendete er 1985 mit einem Diplom.
Zu Beginn seiner dirigentischen Laufbahn erhielt er von 1985 bis 1987 ein Engagement als Kapellmeister am Theater Baden bei Wien und von 1987 bis 1989 an der Wiener Volksoper. 1989 bis 1994 war er Musikalischer Oberleiter am Theater Biel in der Schweiz und wurde anschließend von 1994 bis 1998 als Staatskapellmeister an das Staatstheater Braunschweig verpflichtet. Es folgten ein Engagement als Erster Kapellmeister und stellvertretender GMD am Opernhaus Nürnberg und 2002 die Berufung zum Generalmusikdirektor an das Staatstheater in Meiningen. Von 2002 bis 2005 war Fabrizio Ventura auch als erster Gastdirigent am Staatstheater Nürnberg zu erleben. 2005 wurde er zum Generalmusikdirektor der Staatsoper Istanbul ernannt und 2007 zum Generalmusikdirektor der Stadt Münster.
Als künstlerische Leiter gab er dem Sinfonieorchester Münster neue Impulse: Er führte neue Reihen und Konzertformate ein, initiierte Festivals (so 2011 für Hans Werner Henze anlässlich des 85. Geburtstags des Komponisten). 2012 gründete er das Festival MUSICA SACRA MÜNSTER, das seither im Zweijahresrhythmus in Münsters Kirchen und im Theater Münster veranstaltet wird und internationale Solisten und Gastensembles nach Münster einlädt. Das Sinfonieorchester Münster wurde unter seiner Leitung wiederholt zu Gastkonzerten eingeladen, so 2015 zum Richard Strauss-Festival Garmisch-Partenkirchen und zu einer Italien-Tournee nach Mailand, Modena und Florenz.
Als Gastdirigent leitete er unter anderem das Sinfonieorchester des Bayerischen Rundfunks, das Bayerische Staatsorchester München, das Münchner Rundfunkorchester, das MDR-Sinfonieorchester Leipzig, das Südwest-Rundfunkorchester, das Staatsorchester Stuttgart, die Stuttgarter Philharmoniker, das Beethoven-Orchester Bonn, das Residentie Orkest Den Haag, das European Community Youth Orchestra, das Klangforum Wien, das Wiener Kammerorchester, das Niederösterreichische Tonkünstlerorchester, das Philharmonische Orchester Bratislava, das Aalborg Symfoniorkester, Das Orchestra Sinfonica Siciliana sowie das Orchestra del Teatro Comunale di Bologna.
Er konzertiert zusammen mit Solisten wie Nelson Freire, Frank Peter Zimmermann, Arabella Steinbacher, Daniel Müller-Schott, David Geringas, Sabine Meyer, Albrecht Mayer, Benjamin Grosvenor.
Fabrizio Ventura betreute Opernproduktionen an den Königlichen Opernhäusern von Stockholm und Kopenhagen, am Opernhaus Oslo, am Theater Bern, an der Volksoper Wien, an der Staatsoper Prag, am Teatro dell’Opera di Roma, am Teatro Verdi Trieste, an der Fondazione Arena di Verona, am Teatro Carlo Felice Genova, am Opernhaus Graz und an der Australian Opera Sydney. Er arbeitete zusammen mit Sängern wie Leo Nucci, Mariella Devia, Rolando Panerai, Siegfried Jerusalem, Bernd Weikl, Christiane Oelze und mit Regisseuren wie Claus Guth, Sebastian Baumgarten oder Brigitte Fassbaender.
Seit 1990 ist er künstlerischer Leiter der Société Philharmonique de Bienne.

## Aufnahmen
- Giuseppe Verdi: Don Carlos. DVD Unitel Classica
- Giovanni Sgambati: Concerto per Pianoforte, Cola di Rienzo. CD Tactus
- Anton Bruckner: Sinfonie Nr. 9. CD WDR
- Christoph Willibald Gluck: Don Juan. CD WWU
- Robert Schumann: Manfred. CD ARS 2016
- Modest Mussorgsky – Maurice Ravel: Bilder einer Ausstellung. CD ARS 2017
- Alfredo Casella: Sinfonia n.2. CD ARS 2017

| Personendaten    | Personendaten          |
| ---------------- | ---------------------- |
| NAME             | Ventura, Fabrizio      |
| KURZBESCHREIBUNG | italienischer Dirigent |
| GEBURTSDATUM     | 14. November 1958      |
| GEBURTSORT       | Rom                    |